# Eumacronychia montana
Eumacronychia montana är en tvåvingeart som beskrevs av Allen 1926. Eumacronychia montana ingår i släktet Eumacronychia och familjen köttflugor. Inga underarter finns listade i Catalogue of Life.